# Nelsbach
Nelsbach ist ein Wohnplatz in der Gemeinde Kürten im Rheinisch-Bergischen Kreis.

## Lage und Beschreibung
Der Ort liegt abseits überörtlicher Straßen östlich von Herweg. In der Nähe fließt der namensgebende Nelsbach in den Weyerbach.

## Geschichte
Nelsbach wurde erstmals im Jahr 1443 als Nelsbach und 1461 als Nidernalsbach urkundlich erwähnt. Der Appellativ im Ortsnamen geht auf einen Bach zurück, das Bestimmungswort ist nicht eindeutig herleitbar: Entweder ist der Ortsname auf eine falsche Abtrennung von Nideren-Alsbach oder direkt von Elsbach, Alsbach zurückzuführen. „Alse“, „Else “ist dabei der Gattungsname einer Fischart. Weniger wahrscheinlich ist eine auch diskutierte Abstammung von *alizō (= „Erle“).
Die Topographia Ducatus Montani des Erich Philipp Ploennies aus dem Jahre 1715, Blatt Amt Steinbach, belegt, dass der Ort bereits 1715 als Ort mit mehreren Höfen bestand und als Nelsbach bezeichnet wurde. Aus der Charte des Herzogthums Berg 1789 von Carl Friedrich von Wiebeking geht hervor, dass Nelsbach zu dieser Zeit Teil der Honschaft Bechen im Kirchspiel Bechen im Landgericht Kürten war.
Unter der französischen Verwaltung zwischen 1806 und 1813 wurde das Amt Steinbach aufgelöst und Nelsbach wurde politisch der Mairie Kürten im Kanton Wipperfürth  im Arrondissement Elberfeld zugeordnet. 1816 wandelten die Preußen die Mairie zur Bürgermeisterei Kürten im Kreis Wipperfürth. Nelsbach gehörte zu dieser Zeit zum Dorf Bechen und ab 1845 zur Gemeinde Bechen.
Der Ort ist auf der Topographischen Aufnahme der Rheinlande von 1824 als Nälsbach und auf der Preußischen Uraufnahme von 1840 als Nelsbach verzeichnet.
Ab der Preußischen Neuaufnahme von 1892 ist er auf Messtischblättern regelmäßig als Nelsbach verzeichnet.
1822 lebten 21 Menschen im als Hof kategorisierten und Nelsbach bezeichneten Ort.
Die Gemeinde- und Gutbezirksstatistik der Rheinprovinz führt Nelsbach 1871 mit vier Wohnhäusern und 16 Einwohnern auf. Im Gemeindelexikon für die Provinz Rheinland von 1888 werden fünf Wohnhäuser mit 19 Einwohnern angegeben. 1895 hatte der Ort vier Wohnhäuser und 22 Einwohner. 1905 besaß der Ort drei Wohnhäuser und 15 Einwohner und gehörte konfessionell zum katholischen Kirchspiel Bechen.
1927 wurden die Bürgermeisterei Kürten in das Amt Kürten überführt. In der Weimarer Republik wurden 1929 die Ämter Kürten mit den Gemeinden Kürten und Bechen und Olpe mit den Gemeinden Olpe und Wipperfeld zum Amt Kürten zusammengelegt. Der Kreis Wipperfürth ging am 1. Oktober 1932 in den Rheinisch-Bergischen Kreis mit Sitz in Bergisch Gladbach auf.
1975 entstand aufgrund des Köln-Gesetzes die heutige Gemeinde Kürten, zu der neben den Ämtern Kürten, Bechen und Olpe ein Teilgebiet der Stadt Bensberg mit Dürscheid und den umliegenden Gebieten kam.

## Wanderwege
Durch das Weyerbachtal nahe an Nelsbach vorbei führt ein Hauptwanderweg des SGV-Bergisch Land (Raute 9) von Wipperfürth nach Bergisch Gladbach – ebenso der Wanderweg (>4), sowie E1 und A2 (Rundwanderwege südl. Bechen).

## Galerie

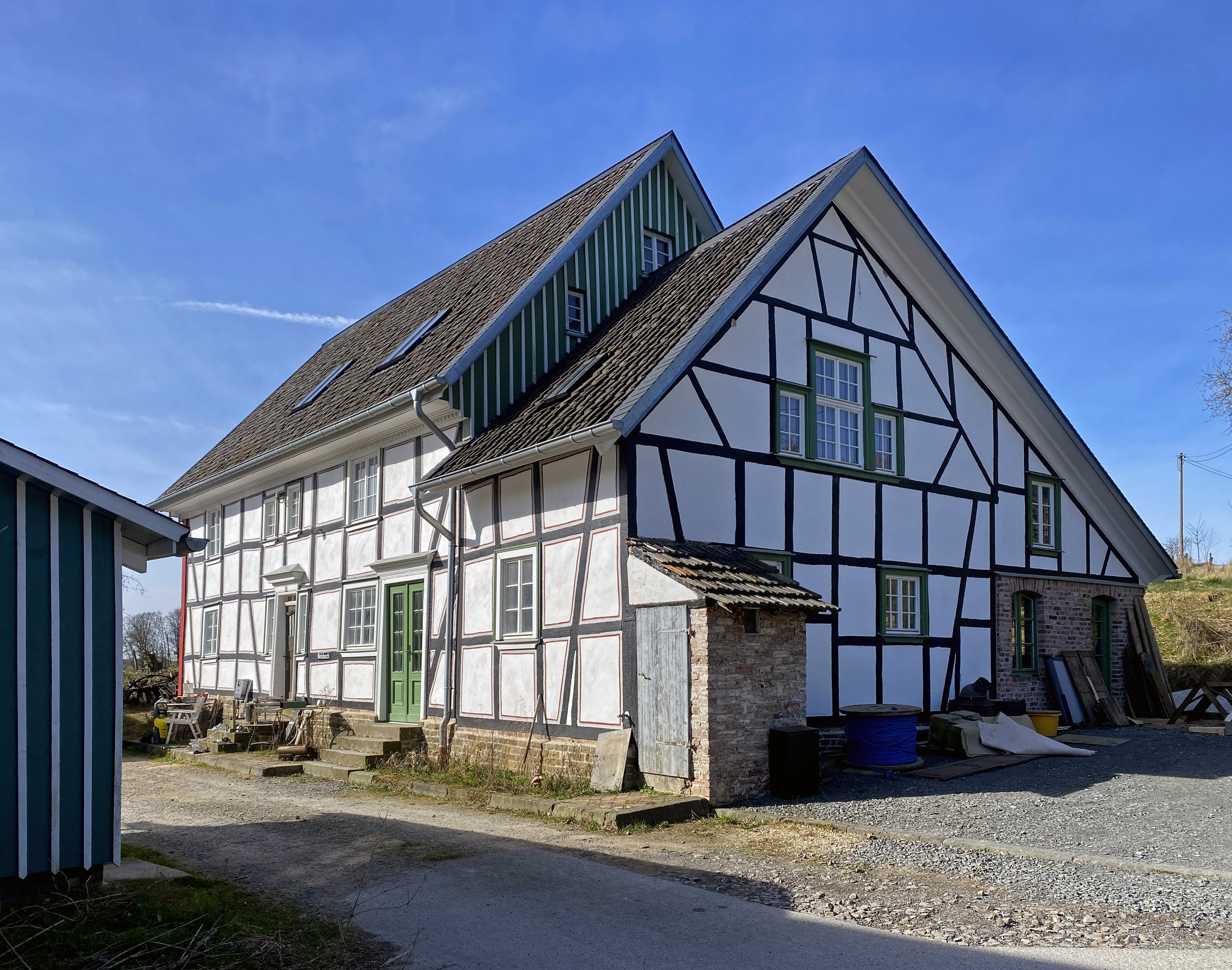
Baudenkmal Hofanlage Nelsbachstraße 52
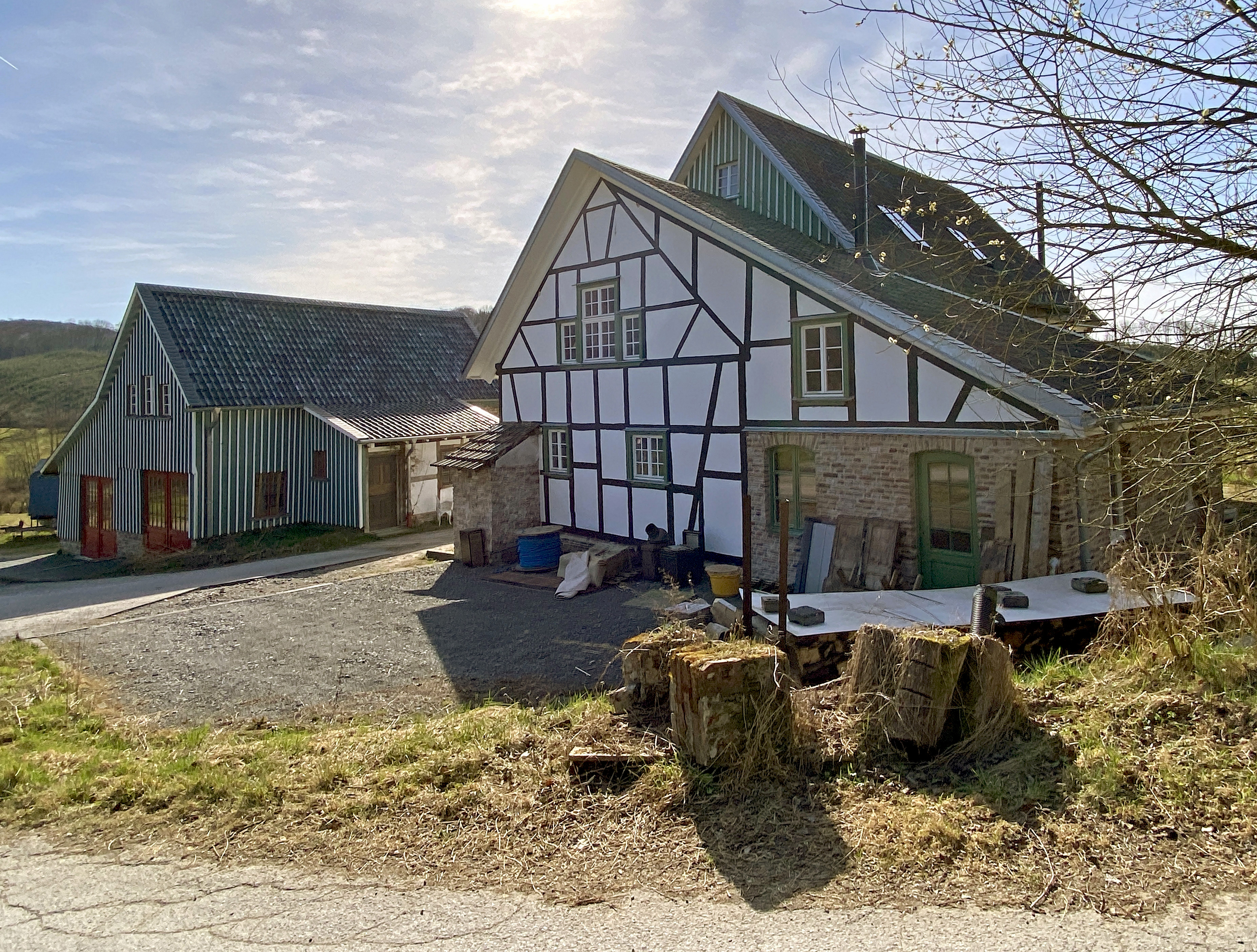
Hof mit angebautem Schuppen
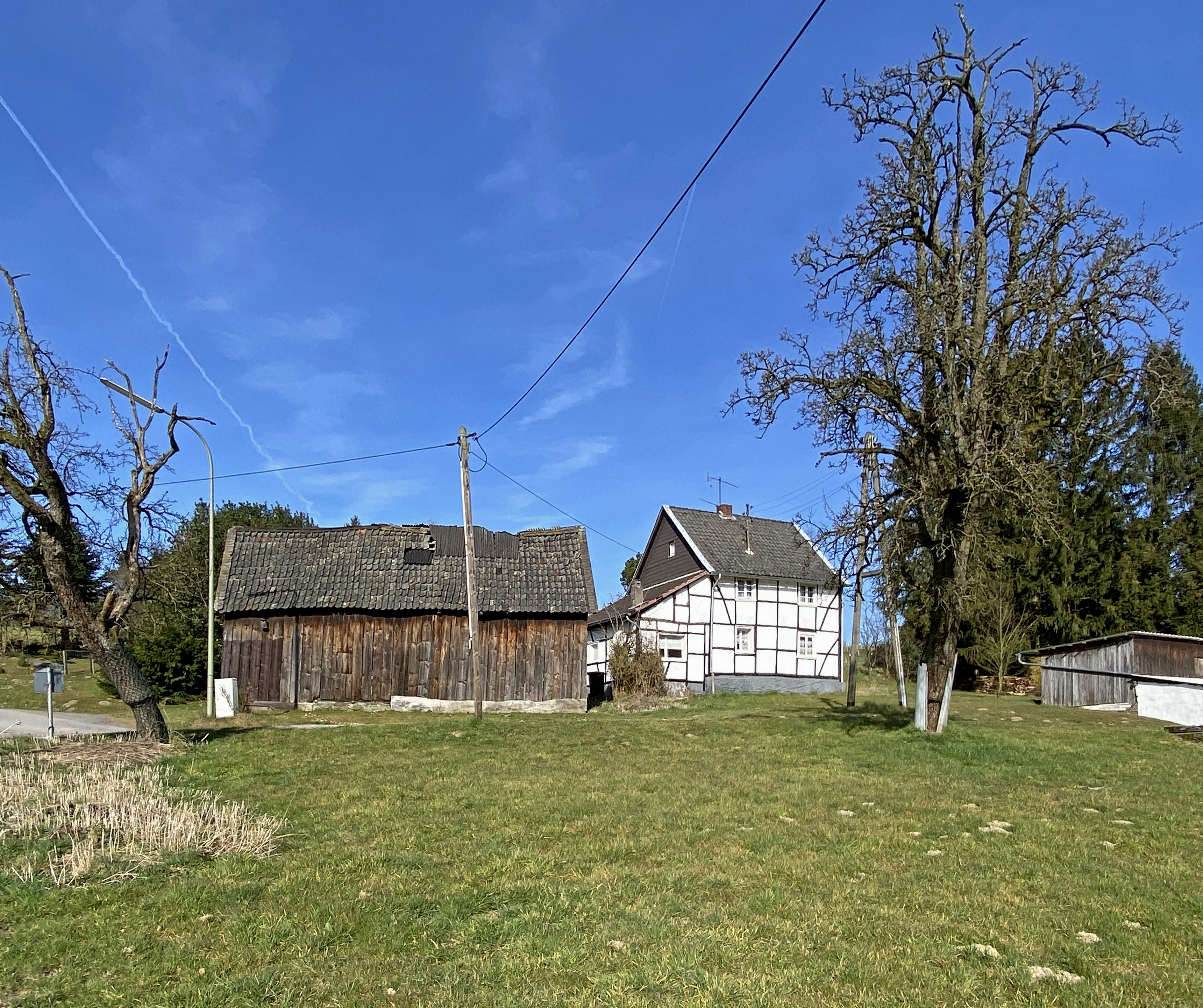
Nelsbachstraße 51
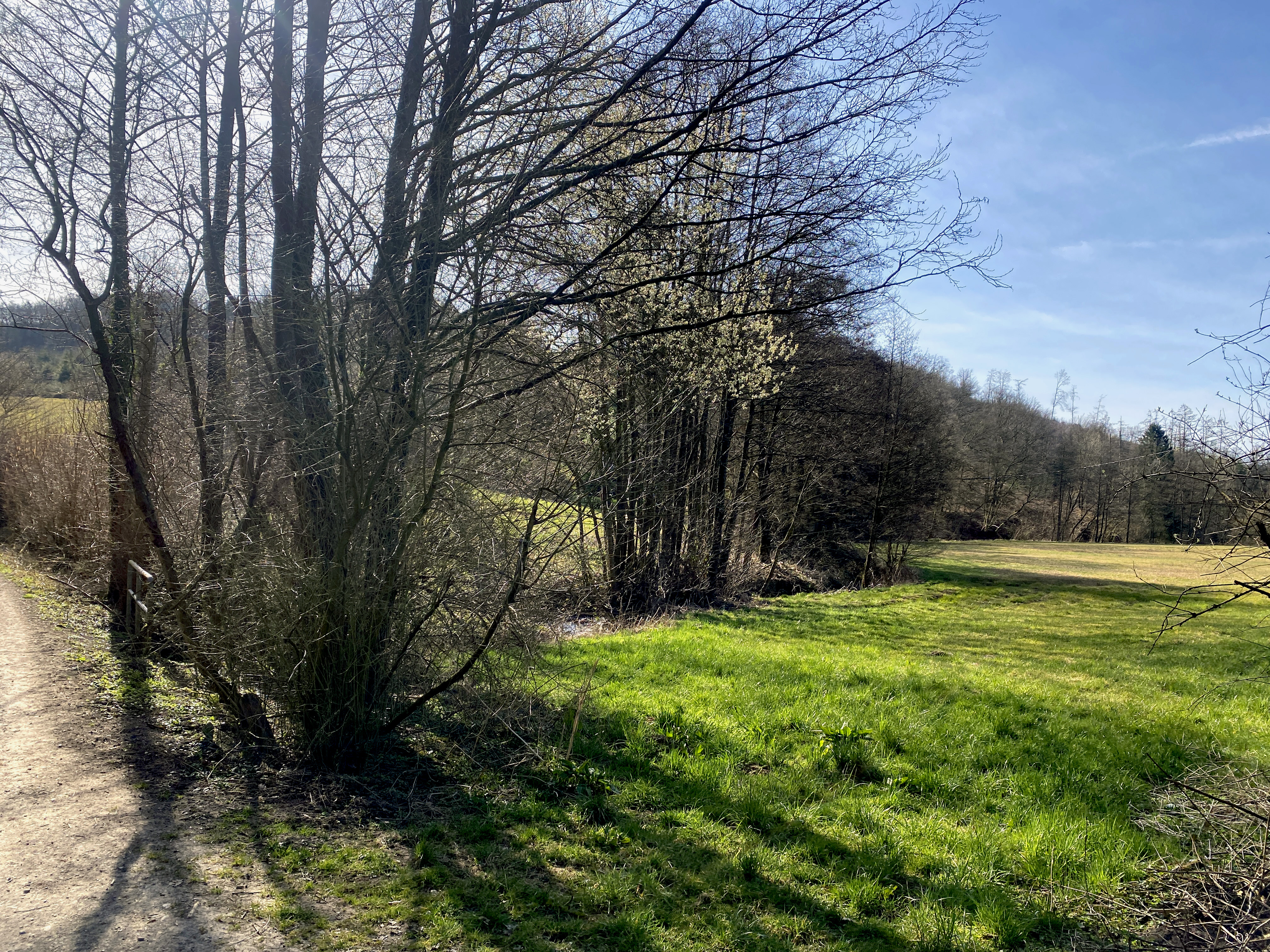
Weyerbachtal bei Nelsbach